# 鹿児島市交通局100形電車 (2代)
鹿児島市交通局100形電車（かごしましこうつうきょく100がたでんしゃ）は鹿児島市交通局（鹿児島市電）の路面電車車両である。愛称はかごでん。

## 概要
鹿児島市交通局20形電車をモデルとして観光レトロ電車用として登場した車両である。

## 車両概説
600形616号の車体更新扱いである。車体はアルナ車両で完全新造し、台車、主電動機、SIV、空調装置、空気圧縮機などの主要機器を流用している。

### 車内
ロングシートと1人掛けいす6脚を備えている。木目柄が採用されており、照明にはバックライトが用いられている。

## 運用の変遷
2012年10月24日に交通局へ搬入され、10月29日付で入籍した。11月3日のおはら祭にてお披露目を行い、市電開業100周年当日の12月1日より観光電車「かごでん」として運行を開始した。運行開始当初は土・日・祝日に1日4往復運行していたが、2018年1月19日から毎週金曜日限定（祝日を除く）で定期電車として1系統・2系統各1往復で運転されることとなり、観光電車では入線しない谷山線にも入線するようになった。1両しかないため、2015年の検査時は7000形が、2018年の検査時は1000形が代走している。
2021年12月には、乗客数低迷などを理由として同年末で廃止されることが発表された。その後、同電車は2022年1月4日から通常営業車両として運用されている。